# Lista de bairros de Nova Friburgo
Essa é uma lista divida em ordem alfabética dos bairros do município brasileiro de Nova Friburgo, estado do Rio de Janeiro.

## A
- Alto dos 50
- Amparo - sede do quarto distrito.[1]

## B
- Baixada de Salinas
- Barracão dos Mendes
- Benfica
- Boa Esperança
- Braunes

## C
- Caledônia
- Campo do Coelho - sede do terceiro distrito.[1]
- Canto do Riacho
- Cardinot
- Cascatinha
- Cascata
- Catarcione
- Centenário
- Centro - sede do primeiro distrito.[1]
- Chácara do Paraíso
- Cônego
- Conselheiro Paulino - sede do sexto distrito[1]
- Conquista
- Cordoeira
- Córrego D´Antas
- Curral do sol

## D
- Da Graça
- Debossan
- Duas Pedras

## F
- Fazenda Bella Vista
- Fazenda da Lage
- Fazenda Rio Grande
- Florândia da Serra
- Floresta
- Furnas

## G
- Galdinópolis
- Girassol
- Granja do Céu
- Granja Mimosa
- Granja São Bernardo
- Granja Spinelli

## J
- Janela das Andorinhas
- Jardim Califórnia
- Jardim Guaracy
- Jardim Marajói
- Jardim Ouro Preto
- Jardim Sans Souci
- Jardinlândia

## L
- Lagoinha
- Lazareto
- Lumiar - sede do quinto distrito.[1]

## M
- Macaé de Cima
- Marechal Rondon
- Maria Teresa
- Maringá
- Muri - sede do oitavo distrito.[1]

## N
- Nossa Senhora de Fátima
- Nova Aurora
- Nova Germânia
- Nova Suíça

## O
- Olaria
- Oscar Schultz

## P
- Paissandu
- Paraíso
- Parque das Flores
- Parque São Clemente
- Perissê
- Pilões
- Ponte Branca
- Ponte da Saudade
- Ponte dos Alemães
- Ponte Preta
- Prado

## R
- Rio Bonito
- Rio Grande de Cima
- Riograndina - Sede do segundo distrito do município.[1]
- Rui Sanglard

## S
- Salinas
- Salusse
- Sans Souci
- Santa Bernadete
- Santa Cruz
- Santa Terezinha
- Santiago
- Santo André
- Santo Antônio
- São Cristóvão
- São Geraldo
- São João
- São Jorge
- São Lourenço
- São Pedro da Serra - sede do sétimo distrito.[1]
- São Romão
- Serra Nevada
- Serraria
- Sítio São Luiz
- Solares
- Stucky
- Suíço
- Suspiro

## T
- Theodoro de Oliveira
- Tinguely ou Tingly
- Toca da Onça
- Três Cachoeiras
- Três Picos
- Trilha do Céu
- Terra Nova

## V
- Vargem Grande
- Vale das Rosas
- Vale dos Pinheiros
- Varginha
- Venda das Pedras
- Vila Amélia
- Vila Guarani
- Vila Nova
- Vila Rica
- Vilage
- Vargem Alta
- Vale Radiante

## Y
- Ypu